# ファクンド・ペリストリ
- ファクンド・ペリスティリ

ファクンド・ペリストリ・レボージョ（Facundo Pellistri Rebollo, 2001年12月20日 - ）は、ウルグアイ・モンテビデオ県モンテビデオ出身のサッカー選手。ギリシャ・スーパーリーグ・パナシナイコス所属。ウルグアイ代表。ポジションはミッドフィールダー。

## 来歴

### クラブ
トルネオ・ウルグアージョ・コパ・コカ・コーラ2019年シーズンにCAペニャロールのトップチームに昇格。同年8月12日のデフェンソール・スポルティング戦でプロデビュー。11月7日のCAセロ戦でプロ初ゴールを記録。同年シーズンはルーキーながら後期リーグはレギュラーに定着し、22試合に出場。チームは前期リーグに優勝。12月に後期リーグ優勝のナシオナル・モンテビデオとの優勝決定プレーオフに挑むも、0勝2敗で敗れた。
2020年2月8日、ペニャロールと2022年6月までの契約に合意。4月にはレアル・マドリードからの関心が報じられた。2020年10月5日、マンチェスター・ユナイテッドFCと5年契約を締結したことが発表。2021年1月31日のデポルティーボ・アラベスへのローン移籍が発表。8月5日にローン契約延長が決まった。
2024年2月1日、グラナダCFにシーズン終了までのレンタルで移籍した。2024年8月21日、ペリストリはスーパーリーグ・ギリシャのクラブパナシナイコスFCと4年契約を結んだ。

### 代表
2022年1月に2022 FIFAワールドカップ・南米予選に向けてのウルグアイ代表に初招集。27日のパラグアイ戦で先発で起用され、代表戦初出場。1-0で代表デビューを勝利で飾った。
2022年11月10日、カタールW杯に向けたメンバーの1人に選ばれた。

## 人物
- マンチェスター・ユナイテッドFCに加入した際、フアン・ロマン・リケルメがペリストリを大いに絶賛したと言われている。

## 個人成績

### クラブ
2022年11月16日現在
| クラブ                       | シーズン | ディビジョン                   | リーグ | リーグ | カップ | カップ | 国際大会 | 国際大会 | その他 | その他 | 合計 | 合計 |
| クラブ                       | シーズン | ディビジョン                   | 出場   | 得点   | 出場   | 得点   | 出場     | 得点     | 出場   | 得点   | 出場 | 得点 |
| ---------------------------- | -------- | ------------------------------ | ------ | ------ | ------ | ------ | -------- | -------- | ------ | ------ | ---- | ---- |
| ペニャロール                 | 2019     | プリメーラ                     | 20     | 1      | -      | -      | 0        | 0        | 0      | 0      | 20   | 1    |
| ペニャロール                 | 2020     | プリメーラ                     | 12     | 0      | -      | -      | 5        | 1        | 0      | 0      | 17   | 1    |
| ペニャロール                 | 通算     | 通算                           | 32     | 1      | -      | -      | 5        | 1        | 0      | 0      | 37   | 2    |
| マンチェスター・ユナイテッド | 2020-21  | プレミアリーグ プレミアリーグ2 | 6      | 2      | 2      | 1      | -        | -        | 0      | 0      | 8    | 3    |
| マンチェスター・ユナイテッド | 2022-23  | プレミアリーグ プレミアリーグ2 |        |        | 1      | 0      |          |          | 0      | 0      | 1    | 0    |
| マンチェスター・ユナイテッド | 通算     | 通算                           | 6      | 2      | 3      | 1      | -        | -        | 0      | 0      | 9    | 3    |
| アラベス(loan)               | 2020-21  | ラ・リーガ                     | 12     | 0      | -      | -      | -        | -        | 0      | 0      | 12   | 0    |
| アラベス(loan)               | 2021-22  | ラ・リーガ                     | 21     | 0      | 2      | 0      | -        | -        | 0      | 0      | 23   | 0    |
| アラベス(loan)               | 通算     | 通算                           | 33     | 0      | 2      | 0      | -        | -        | 0      | 0      | 35   | 0    |
| 総通算                       | 総通算   | 総通算                         | 71     | 3      | 5      | 1      | 5        | 1        | 0      | 0      | 81   | 5    |

1. ↑  ベンチ入りのみ。
2. ↑  リザーブチームでの出場も含む

## 代表歴

### 出場大会
- ウルグアイ代表
  - 2022 FIFAワールドカップ

### 試合数
- 国際Aマッチ 18試合 0得点（2022年-）[16]

| ウルグアイ代表 | 国際Aマッチ | 国際Aマッチ |
| 年             | 出場        | 得点        |
| -------------- | ----------- | ----------- |
| 2022           | 10          | 0           |
| 2023           | 8           | 0           |
| 2024           |             |             |
| 通算           | 18          | 0           |